# Anosia albipars
Anosia albipars är en fjärilsart som beskrevs av Talbot 1943. Anosia albipars ingår i släktet Anosia och familjen praktfjärilar. Inga underarter finns listade i Catalogue of Life.